# FK 아우다
FK 아우다(라트비아어: Futbola klubs Auda)는 라트비아의 1부 리그인 비르스리가에 소속되어 있는 라트비아의 프로 축구단이다. FK 아우다는 라트비아의 수도인 리가 주위의 체카바를 연고지로 두고 있다. 또한 최근 2022년에는 라트비아 컵 결승에서 RFS팀을 1:0으로 꺾고 구단 역사상 첫 메이저 트로피를 획득하기도 하였다.

## 선수 명단

### 현역
- 알렉세이스 사벨리에브스(2022 ~ )